# Piotr Świtkowski
Piotr Świtkowski, krypt.: A. P. H. P.; E. P.; E. W. W. G.; J. X. P. S., (ur. 28 czerwca 1744 prawdopodobnie w Krakowie, zm. 28 grudnia 1793 w Warszawie) – duchowny katolicki, jezuita (do kasacie zakonu w 1773), ekonomista, publicysta, redaktor wydawanego w Warszawie miesięcznika Pamiętnik Historyczno-Polityczny (1782-1792), a także 2 innych czasopism: Magazyn warszawski (1784-1785) i Zabawy obywatelskie (1792-1773).

## Życiorys
Urodził się prawdopodobnie w krakowskiej rodzinie mieszczańskiej. Aż do 1782 roku brakuje nam w jego życiorysie ciągłości, wiele danych jest niepewnych lub bardzo fragmentarycznych. Wiadomo jednak na pewno, że w roku 1765 (28 czerwca) Świtkowski wstąpił do zakonu jezuitów przy kościele św. Szczepana w Krakowie, gdzie ukończył nowicjat (1765/1766-1766/1777) i kurs filozofii. Następnie wykładał gramatykę w niższych klasach kolegium jezuickiego w Łęczycy, a potem przeniósł się do Poznania, gdzie w latach 1768-1771 odebrał wykształcenie z zakresu filozofii i fizyki (pod kierunkiem J. Rogalińskiego). W roku szkolnym 1771/1772 uczył w infimie kolegium poznańskiego, a jednocześnie był pomocnikiem prefekta Bursae Musicorum. Wtedy zdecydował się podjąć studia teologiczne, które ukończył pomimo kasaty zakonu jezuitów i w 1775 roku otrzymał święcenia kapłańskie i tytuł profesora. Nie zgłosił się jednak do pracy pedagogicznej w szkołach Komisji Edukacji Narodowej (w wieku 30 lat został tzw. profesorem emerytem), wiele za to podróżował. W roku 1775 przebywał w Kromolicach (Wielkopolska) u Antoniego Zakrzewskiego, kasztelana krzywińskiego. Wiadomo też na pewno, że w 1783 roku przebywał w majątku kanclerza wielkiego koronnego Antoniego Sułkowskiego w Rydzynie oraz że jeszcze w tym samym roku osiadł na stałe w Warszawie, w pałacu Sułkowskich przy ulicy Trębackiej.

## Twórczość
Piotr Świtkowski żył 49 lat, a ostatnie dziesięć poświęcił pracy publicystycznej. Zdążył przez ten czas zdobyć w obcym sobie środowisku warszawskim uznanie i popularność, tworząc jeden z najważniejszych periodyków polskiego Oświecenia - Pamiętnik Historyczno-Polityczny. Tworzył go na bardzo wysokim poziomie, zajmując się często trudną problematyką ekonomiczną, społeczną czy narodowościową, ale umiał też pozyskać czytelnika mniej wykształconego, którego przyciągnąć mogły liczne ciekawostki ze świata i opisy dalekich podróży. Zamieszczał artykuły dotyczące zagadnień gospodarczych, społecznych oraz kulturalnych (przeważnie tłumaczonych z pism obcych). Periodyk prenumerowało 200 osób co było dobrym wynikiem jak na ówczesne realia.
Autor wywarł głęboki wpływ na charakter i kształt swojego czasopisma. Jego informacje zagraniczne, które obejmowały także przedstawienie kultury i ustroju innych państw, nawiązywały zwykle pośrednio do Rzeczypospolitej, co miało stanowić impuls do głębszej refleksji nad jej sytuacją i wskazać nowe możliwości i kierunki reform. W okresie Sejmu Wielkiego udostępnił swe łamy stronnictwu patriotycznemu i angażował się w przebudowę kraju, choć zamieszczał opatrzone komentarzem również wypowiedzi swych oponentów. Pamiętnik Historyczno-Polityczny został zamknięty w połowie 1792 roku w opanowanej przez Targowiczan Warszawie.
Redaktor 2 innych, wydawanych w Warszawie czasopism: Magazynu warszawskiego (1784-1785) i Zabaw obywatelskich (1792-1773).

### Ważniejsze dzieła i utwory
1. Dwie ody na cześć gości kasztelana Zakrzewskiego, powst. 1775, ogł. W. Smoleński, "Przegląd Historyczny" t. 20 (1916), s. 192-193
2. Budowanie wiejskie dziedzicom dóbr i posesorom, toż wszystkim jakążkolwiek zwierzchność po wsiach i miasteczkach mającym do uwagi i praktyki podane. Z figurami, Warszawa 1782[4], wyd. następne: wyd. 2 Warszawa 1793; wyd. nowe poszerzone pt. Budownictwo wiejskie pożytkowi i wygodzie dziedziców zwierzchników wsi naszych i miasteczek poświęcone cz. 1, Warszawa 1794, (dzieło miało ukazać się w trzech częściach, jednakże cz. 2-3 nie wyszły)
3. Książka dla gospodarzy z rozkazu jednego polskiego patrioty przez J. X. P. S. napisana, Warszawa 1785, (powst. na zamówienie P. Brzostowskiego)[5]
4. O wielkim a łatwym oszczędzaniu drzewa w piecach, kuchniach, gorzelniach, browarach, "Wybór Wiadomości Gospodarskich" 1788 nr 8-9 i nadb.
5. Uwiadomienie względem pisma periodyczno-tygodniowego, mającego od roku 1794 wychodzić w Warszawie, (Warszawa 1793), przedr. J. Szczepaniec, "Ze skarbca kultury" zeszyt 16 (1964).

Artykuły, korespondencje i polemiki Świtkowskiego ogłaszano w czasopismach: "Magazyn Warszawski" (1784-1785), "Pamiętnik Polityczny i Historyczny" (1782-1792, tu m.in. polemiki z anonimowym pismem "Désaveu sincère au profit Pamiętnik", z atakami S. Łuskiny i K. Wyrwicza), "Wybór Wiadomości Gospodarskich" (1786-1788), "Zabawy Obywatelskie" (1792-1793).
Kilka jego artykułów przedr.: S. Inglot w: Próby reform włościańskich w Polsce XVIII wieku. Wybór źródeł, Wrocław 1952; "Materiały do dziejów Sejmu Czteroletniego" t. 1, Wrocław 1955; t. 3, Wrocław 1960.
Według przypuszczeń I. Homoli-Dzikowskiej (s. 176-177) autorstwa Świtkowskiego być może sławny wiersz: Do księdza Łuskiny, powst. około roku 1787. Rękopisy: Biblioteka Narodowa sygn. 6716, Biblioteka Jagiellońska sygn. 3729, Biblioteka PAN Kraków sygn. 615. Fragmenty ogł.: J. Dihm: J. U. Niemcewicz jako polityk i publicysta w okresie Sejmu Wielkiego, Kraków 1928, s. 99-100; J. Kott w: Trembeciana, "Pamiętnik Literacki" rocznik 41 (1950), zeszyt 3/4; J. Kott w: S. Trembecki: Pisma wszystkie t. 2, Warszawa 1953.

### Prace edytorskie i redakcyjne
1. "Pamiętnik Polityczny i Historyczny przypadków, ustaw, osób, miejsc i pism wiek nasz szczególniej interesujących", Warszawa (X 1782 – VIII 1792), wyd. następne t. 1 z roku 1782: Warszawa 1784, (miesięcznik broszurowany kwartalnie w tomy; od roku 1784 wychodził pt. "Pamiętnik Historyczno-Polityczny przypadków, ustaw, osób, miejsc i pism wiek nasz szczególniej interesujących"; od roku 1788 pt. "Pamiętnik Historyczno-Polityczno-Ekonomiczny przypadków...")[6]
2. "Magazyn Warszawski pięknych nauk, kunsztów i różnych wiadomości dawnych i nowych dla zabawy i pożytku osób obojej płci, wszelkiego stanu i smaku", Warszawa: 1784 t. 1-3, 1785 t. 1-4, (wychodził co 6 tygodni częściami, łączonymi co kwartał w tom; według hipotezy I. Homoli-Dzikowskiej – współwydawcą i współredaktorem pisma był J. Chreptowicz)
3. "Wybór Wiadomości Gospodarskich", Warszawa 1786-1788, (miesięcznik)
4. Wybór z "Wyboru Wiadomości Gospodarskich", Warszawa 1787
5. "Zabawy Obywatelskie", Warszawa: 1792 nr 1-4, 1793 nr 5-10, (miesięcznik).

### Materiały
1. Protest przeciwko M. Gröllowi, "Korespondent Krajowy i Zagraniczny" 7 września 1793
2. Przywilej prasowy P. Świtkowskiego, dat.: Grodno 9 listopada 1793, z odpisu Archiwum Głównego Akt Dawnych ogł. J. Szczepaniec, "Ze skarbca kultury" zeszyt 16 (1964)
3. Testament z 6 grudnia 1793, ogł. W. Smoleński, "Przegląd Historyczny" t. 19 (1915); przedr. w: Studia historyczne t. 4, Warszawa 1925.

## Wybrane opracowania nt. twórczości Świtkowskiego
1. (K. Wyrwicz, S. Szymański): "Pamiętnikowi Historycznemu i Politycznemu" pro memoria cz. 1-3, Warszawa 1783-1785
2. J. Kausch: Nachrichten über Polen, Salzburg (Graz) 1793
3. (nekrolog), "Korespondent Krajowy i Zagraniczny" 31 grudnia 1793
4. F. K. Dmochowski: Wiadomość o życiu i pismach Karola Wyrwicza w: Pisma rozmaite t. 2, Warszawa 1826
5. J. Bartoszewicz: Gazeta księdza Łuskiny w: Znakomici mężowie w Polsce XVIII w. t. 1, Petersburg 1853, s. 261 i następne
6. K. W. Wójcicki: Cmentarz Powązkowski p. Warszawą t. 3, Warszawa 1858
7. J. Brown: Biblioteka pisarzów asystencji polskiej Towarzystwa Jezusowego, "Przegląd Poznański" t. 33 (1862) i osobno Poznań 1862
8. F. M. Sobieszczański: "Encyklopedia powszechna" Orgelbranda, t. 24 (1867)
9. T. Korzon: Wewnętrzne dzieje Polski za Stanisława Augusta t. 1-4, Kraków 1882-1885 i wyd. następne
10. W. Smoleński: Przewrót umysłowy w Polsce w. XVIII, Kraków 1891; wyd. 3 Warszawa 1949.